# Marun (rijeka)
Marun (perz. مارون) je rijeka u jugozapadnom Iranu. Izvor se nalazi na gorju Zagros u pokrajini Kuhgiluje i Bojer-Ahmad na oko 2500 m visine. Tok se proteže u smjeru istok-zapad duljinom od 422 km, a površina porječja iznosi 3634 km². Prosječni istjek je 49 m³/s, iako tijekom sezonskih poplava može narasti i do 5360 m3/s. Na Marun se nadovezuje niz manjih pritoka, a njegovo ušće u Huzestanu mjesto je spajanja s Alom prilikom čega nastaje rijeka Džarahi. Na rijeci je izgrađena istoimena brana s kapacitetom od 1,2 km³, dok veliku gospodarsku važnost ima i naftno ležište Marun s obzirom na to da je drugo po proizvodnji u Iranu (83.000 m³/d).

## Vanjske poveznice
|  | Zajednički poslužitelj ima još gradiva o temi Marun (rijeka) |